# Lista dos maiores municípios das províncias e territórios do Canadá
Esta é uma lista dos maiores municípios das províncias e territórios do Canadá por população a partir do Censo de 2011.  As capitais estão indicadas em itálico.
| Província ou Territóeio  | Maior município | Segundo maior        | Terceiro maior    |
| ------------------------ | --------------- | -------------------- | ----------------- |
| Alberta                  | Calgary         | Edmonton             | Strathcona County |
| Colúmbia Britânica       | Vancouver       | Surrey               | Burnaby           |
| Manitoba                 | Winnipeg        | Brandon              | Springfield       |
| Novo Brunswick           | Saint John      | Moncton              | Fredericton       |
| Terra Nova e Labrador    | St. John's      | Conception Bay South | Mount Pearl       |
| Territórios do Noroeste  | Yellowknife     | Hay River            | Inuvik            |
| Nova Escócia             | Halifax         | Sydney               | Lunenburg         |
| Nunavut                  | Iqaluit         | Arviat               | Rankin Inlet      |
| Ontário                  | Toronto         | Ottawa               | Mississauga       |
| Ilha do Príncipe Eduardo | Charlottetown   | Summerside           | Stratford         |
| Quebec                   | Montreal        | Quebec City          | Laval             |
| Saskatchewan             | Saskatoon       | Regina               | Prince Albert     |
| Yukon                    | Whitehorse      | Dawson City          | Faro              |